# Fontaine-lès-Luxeuil
Fontaine-lès-Luxeuil – miejscowość i gmina we Francji, w regionie Burgundia-Franche-Comté, w departamencie Górna Saona.
Według danych na rok 1990 gminę zamieszkiwały 1462 osoby, a gęstość zaludnienia wynosiła 53 osoby/km² (wśród 1786 gmin Franche-Comté Fontaine-lès-Luxeuil plasuje się na 111. miejscu pod względem liczby ludności, natomiast pod względem powierzchni na miejscu 45.).